# Grupo de Cremona
Em matemática, especificamente na geometria algébrica, o grupo Cremona, introduzido por Cremona (1863, 1865), é o grupo dos automorfismos birracionais do espaço projetivo de ordem {\displaystyle n} sobre um corpo {\displaystyle k}. Este é denotado por  {\displaystyle Cr(\mathbb {P} _{k}^{n})} ou Bir(Pn(k)) ou Crn(k).
O grupo Cremona é identificado naturalmente com o grupo de automorfismos Autk(k(x1, ..., xn)) do corpo das funções racionais em n variáveis sobre k, ou em outras palavras uma extensão transcendente pura de k, com grau de transcendencia n.
O grupo linear projetivo geral de ordem n+1, de transformações projetivas, está contido no grupo Cremona de ordem n. Os dois grupos são iguais somente quando n=0 or n=1, neste caso tanto o numerador quanto o denominador da transformação devem ser lineares.

## O grupo Cremona em 2 dimensões
Em duas dimensões, Max Noether e Castelnuovo mostraram que o grupo Cremona complexo é gerado pela transformação quadrática padrão, junto com PGL(3, k), embora houvesse alguma controvérsia sobre se suas provas estavam corretas, e Gizatullin  ( 1983) deu um conjunto completo de relações para esses geradores. A estrutura deste grupo ainda não é bem compreendida, embora tenha havido muito trabalho em encontrar elementos ou subgrupos dele.
- Cantat & Lamy (2010) mostrou que o grupo de Cremona não é simples como um grupo abstrato;
- Blanc mostrou que o grupo não tem subgrupos normais não triviais que também são fechados em uma topologia natural.
- Para os subgrupos finitos do grupo de Cremona, ver Dolgachev & Iskovskikh (2009).

## O grupo de Cremona em dimensões maiores
Pouco se sabe sobre a estrutura do grupo de Cremona em três dimensões e dimensões superiores, embora muitos elementos dele tenham sido descritos. Blanc (2010) mostrou que ele é (linearmente) conectado, respondendo a uma questão de Serre (2010). Não há análogo fácil do teorema de Noether-Castelnouvo pois Hudson (1927) mostrou que o grupo Cremona em dimensão pelo menos 3 não é gerado por seus elementos de grau limitados por qualquer inteiro fixo.

## Grupos de De Jonquières
Um grupo de De Jonquières é um subgrupo do grupo Cremona da seguinte forma. Escolha a base transcendente x1, ..., xn para a extensão do corpo k. Então o grupo de De Jonquières é um subgrupo dos automorfismos de k(x1, ..., xn) que mapeia o subcorpo k(x1, ..., xr) sobre si mesmo para algum r≤n. Este tem subgrupo normal dado pelo grupo Cremona dos automorfismos k(x1, ..., xn) sobre o corpo k(x1, ..., xr), e o grupo quociente é o grupo Cremona k(x1, ..., xr) sobre o corpo k. Este pode também ser considerado como o grupo dos automorfismo birracionais de um feixe de fibras Pr×Pn–r→Pr.
Quando n=2 e r=1 o grupo de De Jonquières é o grupo de Cremona das transformações que fixam um feixe de linhas através de um dado ponto, e é o produto semidireto de PGL2(k) e PGL2(k(t)).